# Kvisljungeby
Kvisljungeby is een plaats in de gemeente Göteborg in het landschap Bohuslän en de provincie Västra Götalands län in Zweden. De plaats heeft 586 inwoners (2005) en een oppervlakte van 40 hectare. De plaats ligt op het eiland Hisingen en grenst aan het Kattegat. De stad Göteborg ligt ongeveer drie kilometer ten zuiden en ten oosten van het dorp.